# Ponte do Fumo
A Ponte do Fumo é uma antiga ponte medieval localizada sobre o rio Távora, pouco antes da confluência com a ribeira de Quintã, e próxima das Quintas da Aveleira e do Convento de São Pedro das Águias, entre Távora e Tabuaço.
Provavelmente construída por volta do ano 1040, como referido no foral de D. Fernando Magno à vila de Paredes da Beira, onde surge referida:in Tavara ad ponte de Fumo. 
Construída em granito, provavelmente é a reconstrução medieval de uma ponte romana numa via secundária.